# Домброва (Намисловський повіт)
Домброва (пол. Dąbrowa, нім. Dammer) — село в Польщі, у гміні Сьверчув Намисловського повіту Опольського воєводства.
Населення — 656 осіб (2011).
У 1975-1998 роках село належало до Опольського воєводства.

## Демографія
Демографічна структура станом на 31 березня 2011 року:
|          | Загалом | Допрацездатний вік | Працездатний вік | Постпрацездатний вік |
| -------- | ------- | ------------------ | ---------------- | -------------------- |
| Чоловіки | 311     | 55                 | 224              | 32                   |
| Жінки    | 345     | 66                 | 198              | 81                   |
| Разом    | 656     | 121                | 422              | 113                  |